# Los Angeles Times Book Prize
Der Los Angeles Times Book Prize ist ein renommierter Literaturpreis, der seit 1980 jährlich von der Los Angeles Times verliehen wird.
Die Preise werden in insgesamt vierzehn Kategorien (Stand 2021) für herausragende literarische Werke bzw. in Anerkennung eines Lebenswerks verliehen. Dazu gehören: Biographie, aktuelles Interesse, Fiktion, Erstlingswerk (seit 1991), Geschichtliches, Lyrik, Wissenschaft/Technik (seit 1989), Jugendbuch (seit 1998), Mystery/Thriller (seit 2000), Innovatives (seit 2009), Graphic Novel (seit 2009), autobiographische Literatur (seit 2016) sowie Science Fiction/Fantasy/Spekulative Fiktion (der Ray Bradbury Prize, seit 2019); dazu kommt der Robert Kirsch Award für einen lebenden Autor aus dem Westen der USA, benannt nach Robert Kirsch, dem langjährigen Literaturkritiker der Los Angeles Times. Jede Kategorie ist mit einem Preisgeld in Höhe von 500 Dollar, der Robert Kirsch Award mit 1000 Dollar dotiert. Neun verschiedene unabhängige Jurys mit je drei Mitgliedern entscheiden über die Vergabe der Preise. Die Auszeichnungen erfolgen jeweils im Frühjahr rückwirkend für im vorangegangenen Kalenderjahr erschienene Werke.

## Kategorien

### Biografie
- 1981: Mornings on Horseback von David McCullough
- 1982: Waldo Emerson: A Biography von Gay Wilson Allen
- 1983: The Price of Power: Kissinger in the Nixon White House von Seymour Hersh
- 1984: The Nightmare of Reason von Ernst Pawel
  - Das Leben Franz Kafkas, dt. von Michael Müller, Carl Hanser, München 1986. ISBN 3-446-14250-9
- 1985: Solzhenitsyn von Michael Scammell
- 1986: Alexander Pope: A Life von Maynard Mack
- 1987: Hemingway von Kenneth S. Lynn
  - Hemingway: Eine Biographie, dt. von Werner Schmitz; Rowohlt, Reinbek 1989. ISBN 3-498-03851-6
- 1988: Nora: The Real Life of Molly Bloom von Brenda Maddox
  - Nora: das Leben der Nora Joyce, dt. von Karin Kersten; Kiepenheuer & Witsch, Köln 1990. ISBN 3-462-02063-3
- 1989: This Boy's Life: A Memoir von Tobias Wolff
  - Das Herz ist ein dunkler Wald, dt. von Frank Heibert; Piper, München, Zürich 1990. ISBN 3-492-03344-X
- 1990: A First-Class Temperament: The Emergence of Franklin Roosevelt von Geoffrey C. Ward
- 1991: Righteous Pilgrim: The Life and Times of Harold L. Ickes, 1874–1952 von T. H. Watkins
- 1992: Eleanor Roosevelt: Volume One 1884–1993 von Blanche Wiesen Cook
- 1993; Daniel Boone: The Life and Legend of an American Pioneer von John Mack Faragher
- 1994: Shot in the Heart von Mikal Gilmore
  - Das Herz der Gewalt, dt. von Pociao und Roberto de Hollanda; Goldmann, München 1994. ISBN 3-442-30607-8
- 1995: Under My Skin: Volume One of My Autobiography, to 1949 von Doris Lessing
  - Unter der Haut: Autobiographie 1919–1949, dt. von Karen Nölle-Fischer; Hoffmann und Campe, Hamburg 1994. ISBN 3-455-04390-9
- 1996: Angela's Ashes: A Memoir von Frank McCourt
  - Die Asche meiner Mutter: irische Erinnerungen, dt. von Harry Rowohlt; Luchterhand, München 1996. ISBN 3-630-86945-9
- 1997: Whittaker Chambers: A Biography von Sam Tanenhaus
- 1998: Lindbergh von A. Scott Berg
  - Charles Lindbergh: ein Idol des 20. Jahrhunderts, dt. von Andrea Ott; Blessing, München 1999. ISBN 3-89667-089-1
- 1999: Secrets of the Flesh: A Life of Colette von Judith Thurman
  - Colette: Roman ihres Lebens, dt. von Brigitte Flickinger. Berlin-Verlag, Berlin 2001. ISBN 3-8270-0342-3
- 2000: Jefferson Davis, American von William J. Cooper
- 2001: Theodore Rex von Edmund Morris
- 2002: Master of the Senate: The Years of Lyndon Johnson, Vol. 3 von Robert A. Caro
- 2003: American Empire: Roosevelt’s Geographer and the Prelude to Globalization von Neil Smith
- 2004: de Kooning: An American Master von Mark Stevens und Annalyn Swan
- 2005: Matisse the Master: A Life of Henri Matisse, the Conquest of Colour, 1909–1954 von Hilary Spurling
  - Matisse – Leben und Werk, dt. von Jürgen Blasius; DuMont, Köln 2006. ISBN 3-8321-7704-3
- 2006: Walt Disney: The Triumph of the American Imagination von Neal Gabler
- 2007: Young Stalin von Simon Sebag-Montefiore
  - Der junge Stalin, dt. von Bernd Rullkötter; Fischer, Frankfurt am Main 2007. ISBN 3-10-050608-1
- 2008: A Sword Among Lions: Ida B. Wells and the Campaign Against Lynching von Paula J. Giddings
- 2009: Dorothea Lange: A Life Beyond Limits von Linda Gordon
- 2010: Unbroken: A World War II Story of Survival, Resilience & Redemption von Laura Hillenbrand
  - Unbeugsam: Eine wahre Geschichte von Widerstandskraft und Überlebenskampf, dt. von Susanne Held; Klett-Cotta, Stuttgart 2011. ISBN 978-3-608-94624-6
- 2011: Clarence Darrow: Attorney for the Damned von John A. Farrell
- 2012: The Passage of Power: The Years of Lyndon Johnson von Robert A. Caro
- 2013: Bolivar: American Liberator von Marie Arana
- 2014: Napoleon: A Life von Andrew Roberts
- 2015: Listening to Stone: The Art and Life of Isamu Noguchi von Hayden Herrera
- 2016: Hitler: Ascent, 1889–1939 von Volker Ullrich
  - Adolf Hitler – Die Jahre des Aufstiegs; S. Fischer Verlag, Frankfurt am Main 2013. ISBN 978-3-10-086005-7
- 2017: Henry David Thoreau: A Life von Laura Dassow Walls
- 2018: Frederick Douglass: Prophet of Freedom von David W. Blight
- 2019: Our Man: Richard Holbrooke and the End of the American Century von George Packer
- 2020: Mad at the World: A Life of John Steinbeck von William Souder
- 2021: Burning Boy: The Life and Work of Stephen Crane von Paul Auster
  - dt.: In Flammen. Leben und Werk von Stephen Crane. Rowohlt 2022
- 2022: G-Man: J. Edgar Hoover and the Making of the American Century von Beverly Gage
- 2023: The Life and Times of Hannah Crafts: The True Story of The Bondwoman’s Narrative von Gregg Hecimovich

### Aktuelles Interesse
- 1980: Without Fear or Favor von Harrison Salisbury
- 1981: Prisoner without a Name, Cell without a Number von Jacobo Timerman
  - Wir brüllten nach innen: Folter in der Diktatur heute, dt. von Joachim A. Frank; S. Fischer, Frankfurt am Main 1982. ISBN 3-10-090802-3
- 1982: The Fate of the Earth von Jonathan Schell
  - Das Schicksal der Erde: Gefahr und Folgen eines Atomkriegs, dt. von Hainer Schober; Piper, München, Zürich 1982. ISBN 3-492-02802-0
- 1983: Lost in the Cosmos von Walker Percy
  - Loch im Kosmos: das letzte Hilf-dir-selbst-Buch, dt. von Hans-Ulrich Möhring; Sphinx, Basel 1991. ISBN 3-85914-189-9
- 1984: Cities and the Wealth of Nations von Jane Jacobs
- 1985: Habits of the Heart: Individualism and Commitment in American Life von Robert N. Bellah, Richard Madsen, William M. Sullivan, Ann Swidler und Steven M. Tipton
  - Gewohnheiten des Herzens: Individualismus und Gemeinsinn in der amerikanischen Gesellschaft, dt. von Ingrid Peikert; Bund, Köln 1987. ISBN 3-7663-0967-6
- 1986: Move Your Shadow: South Africa, Black and White von Joseph Lelyveld
  - Die Zeit ist schwarz: Tragödie Südafrika, dt. von Bernd Rullkötter; Ullstein, Berlin, Frankfurt am Main 1986. ISBN 3-550-07740-8
- 1987: The Blind Watchmaker von Richard Dawkins
  - Der blinde Uhrmacher: ein neues Plädoyer für den Darwinismus, dt. von Karin de Sousa Ferreira; Kindler, München 1987. ISBN 3-463-40078-2
- 1988: Secrets of the Temple: How the Federal Reserve Runs the Country von William Greider
- 1989: Parting the Waters: America in the King Years, 1954–1963 von Taylor Branch
- 1990: Disappearing through the Skylight: Culture and Technology in the Twentieth Century von O.B. Hardison
- 1991: Why Americans Hate Politics: The Death of the Democratic Process von E.J. Dionne
- 1992: The End of History and the Last Man von Francis Fukuyama
  - Das Ende der Geschichte: wo stehen wir?, dt. von Helmut Dierlamm; Kindler, München 1992. ISBN 3-463-40132-0
- 1993: Mexican Americans: The Ambivalent Minority von Peter Skerry
- 1994: Diplomacy von Henry Kissinger
  - Die Vernunft der Nationen: über das Wesen der Außenpolitik, dt. von Matthias Vogel; Siedler, Berlin 1994. ISBN 3-88680-486-0
- 1995: Life on the Color Line: The True Story of a White Boy Who Discovered He Was Black von Gregory Howard Williams
- 1996: Love Thy Neighbor: A Story of War von Peter Maass
  - Die Sache mit dem Krieg: Bosnien von 1992 bis Dayton, dt. von Barbara Scriba-Sethe; Knesebeck, München 1997. ISBN 3-89660-023-0
- 1997: The Spirit Catches You and You Fall Down: A Hmong Child, Her American Doctors, and the Collision of Two Cultures von Anne Fadiman
  - Der Geist packt dich, und du stürzt zu Boden: ein Hmong-Kind, seine westlichen Ärzte und der Zusammenprall zweier Kulturen, dt. von Leonie von Reppert-Bismarck und Thomas Rütten; Berlin-Verlag, Berlin 2000. ISBN 3-8270-0336-9
- 1998: We Wish to Inform You That Tomorrow We Will Be Killed with Our Families: Stories from Rwanda von Philip Gourevitch
  - Wir möchten Ihnen mitteilen, daß wir morgen mit unseren Familien umgebracht werden: Berichte aus Ruanda, dt. von Meinhard Büning; Berlin-Verlag, Berlin 1999. ISBN 3-8270-0351-2
- 1999: Sidewalk (with Photographs von Ovie Carter) von Mitchell Duneier
- 2000: Way Out There in the Blue: Reagan, Star Wars and the End of the Cold War von Frances FitzGerald
- 2001: Nickel and Dimed: On (Not) Getting By in America von Barbara Ehrenreich
  - Arbeit poor: unterwegs in der Dienstleistungsgesellschaft, dt. von Niels Kadritzke; Kunstmann, München 2001. ISBN 3-88897-283-3
- 2002: Harmful to Minors: The Perils of Protecting Children from Sex von Judith Levine
- 2003: The New Chinese Empire -- And What It Means for the United States von Ross Terrill
- 2004: Generation Kill: Devil Dogs, Iceman, Captain America and the New Face of American War von Evan Wright
  - Generation Kill: das neue Gesicht des amerikanischen Krieges, dt. von Andreas Simon dos Santos; Zweitausendeins 2005. ISBN 3-86150-725-0
- 2005: Night Draws Near: Iraq's People in the Shadow of America's War, von Anthony Shadid
- 2006: Murder in Amsterdam: The Death of Theo van Gogh and the Limits of Tolerance von Ian Buruma
  - Die Grenzen der Toleranz: der Mord an Theo van Gogh, dt. von Wiebke Meier; Hanser, München 2006. ISBN 3-446-20836-4
- 2007: Soldier's Heart: Reading Literature Through Peace and War at West Point von Elizabeth D. Samet
- 2008: Angler: The Cheney Vice Presidency von Barton Gellman
- 2009: Zeitoun von Dave Eggers
  - Zeitoun, dt. von Ulrike Wasel und Klaus Timmermann; Kiepenheuer und Witsch, Köln 2011. ISBN 3-462-04299-8
- 2010: The Big Short: Inside the Doomsday Machine von Michael Lewis
  - The Big Short: Wie eine Handvoll Trader die Welt verzockte, dt. von Ulrike Bischoff, Petra Pyka und Birgit Schöbitz; Campus, Frankfurt am Main 2010. ISBN 978-3-593-39357-5
- 2011: Thinking Fast and Slow von Daniel Kahneman
  - Schnelles Denken, langsames Denken, dt. von Thorsten Schmidt; Siedler, Berlin 2012. ISBN 978-3-88680-886-1
- 2012: Behind the Beautiful Forevers: Life, Death, and Hope in a Mumbai Undercity von Katherine Boo
  - Annawadi oder Der Traum von einem anderen Leben, dt. von Pieke Biermann, Droemer, München 2012. ISBN 978-3-426-27592-4
- 2013: Five Days at Memorial: Life and Death in a Storm-Ravaged Hospital von Sheri Fink
- 2014: The Short and Tragic Life of Robert Peace: A Brilliant Young Man Who Left Newark for the Ivy League von Jeff Hobbs
- 2015: Thieves of State: Why Corruption Threatens Global Security von Sarah Chaynes
- 2016: Secondhand Time: The Last of the Soviets von Swetlana Alexijewitsch
  - Secondhand-Zeit: Leben auf den Trümmern des Sozialismus; dt. von Ganna-Maria Braungardt; Suhrkamp, Berlin 2013. ISBN 978-3-446-24150-3
- 2017: Democracy in Chains: The Deep History of the Radical Right’s Stealth Plan for America von Nancy MacLean
- 2018: The Line Becomes a River: Dispatches from the Border von Francisco Cantú
- 2019: Charged: The New Movement to Transform American Prosecution and End Mass Incarceration von Emily Bazelon
- 2020: Caste: The Origins of Our Discontents von Isabel Wilkerson
  - Kaste: Die Ursprünge unseres Unbehagens; dt. von Jan Wilm; Kjona, München 2023. ISBN 978-3-910372-04-7
- 2021: Midnight in Washington: How We Almost Lost Our Democracy and Still Could von Adam Schiff
- 2022: Lady Justice: Women, the Law, and the Battle to Save America von Dahlia Lithwick
- 2023: We Were Once a Family: A Story of Love, Death, and Child Removal in America von Roxanna Asgarian

### Fiktion
- 1980: The Second Coming von Walker Percy
  - Die Wiederkehr (Roman), dt. von Sabine Hübner; Suhrkamp, Frankfurt am Main 1989. ISBN 3-518-38399-X
- 1981: The White Hotel von D.M. Thomas
  - Das weisse Hotel (Roman), dt. von Wolfgang Schlüter; Hanser, München, Wien 1983. ISBN 3-446-13499-9
- 1982: A Flag for Sunrise von Robert Stone
  - Das Geschrei deiner Feinde (Roman), dt. von Benjamin Schwarz; Rowohlt, Reinbek 1988. ISBN 3-499-12416-5
- 1983: Schindler's List von Thomas Keneally
  - Schindlers Liste, dt. von Günter Danehl; Bertelsmann, München 1983. ISBN 3-570-00489-9
- 1984: The Unbearable Lightness of Being von Milan Kundera
  - Die unerträgliche Leichtigkeit des Seins
- 1985: Love Medicine von Louise Erdrich
  - Liebeszauber (Roman), dt. von Helga Pfetsch; Rowohlt, Reinbek 1986. ISBN 3-498-01634-2
- 1986: The Handmaid's Tale von Margaret Atwood
  - Der Report der Magd
- 1987: Fools Crow von James Welch
  - Fools Crow (Roman), dt. von Christoph Renfer, Verlag Freies Geistesleben, Stuttgart 2001. ISBN 3-7725-1896-6
- 1988: El amor en los tiempos del cólera von Gabriel García Marquez
  - Die Liebe in den Zeiten der Cholera
- 1989: The Heart of the Country von Fay Weldon
  - Kein Wunder, dass Harry sündigte (Roman), dt. von Sabine Hedinger, Frauenbuch, München 1989. ISBN 3-88897-136-5
- 1990: Lantern Slides von Edna O’Brien
- 1991: White People von Allan Gurganus
  - Schwarz und weiss (Erzählungen), dt. von Werner Richter; Goldmann, München 1993. ISBN 3-442-09855-6
- 1992: Maus II, A Survivor's Tale: And Here My Troubles Began von Art Spiegelman
  - Maus – Die Geschichte eines Überlebenden
- 1993: Pigs in Heaven von Barbara Kingsolver
  - Siebengestirn (Roman), dt. von Dorothee Asendorf; Piper, München, Zürich 1994. ISBN 3-492-03684-8
- 1994: Remembering Babylon von David Malouf
- 1995: The Blue Afternoon von William Boyd
  - Die blaue Stunde
- 1996: A Fine Balance von Rohinton Mistry
  - Das Gleichgewicht der Welt (Roman), dt. von Matthias Müller; Krüger, Frankfurt am Main 1998. ISBN 3-8105-1249-4
- 1997: In the Rogue Blood von James Carlos Blake
  - Das Böse im Blut (Roman), dt. von Matthias Müller; Liebeskind, München 2013. ISBN 978-3-95438-016-9
- 1998: The Rings of Saturn von W.G. Sebald
  - Die Ringe des Saturn. Eine englische Wallfahrt; 1995. ISBN 3-596-13655-5
- 1999: Freedom Song: Three Novels von Amit Chaudhuri
  - Die Melodie der Freiheit: drei Romane, dt. von Gisela Stege; Blessing, München 2001. ISBN 3-89667-129-4
- 2000: Assorted Fire Events: Stories von David Means
  - Coitus (Stories), dt. von Dirk van Gunsteren; DuMont, Köln 2005. ISBN 3-8321-7869-4
- 2001: Why Did I Ever von Mary Robison
- 2002: Atonement: A Novel von Ian McEwan
  - Abbitte
- 2003: Train: A Novel von Pete Dexter
  - Train (Roman), dt. von Jürgen Bürger; Liebeskind, München 2006. ISBN 3-935890-38-9
- 2004: The Master: A Novel von Colm Tóibín
  - Porträt des Meisters in mittleren Jahren (Roman), dt. von Giovanni und Ditte Bandini; Hanser, München, Wien 2005. ISBN 3-446-20664-7
- 2005: Memoria de mis putas tristes von Gabriel García Márquez
  - Erinnerung an meine traurigen Huren
- 2006: A Woman in Jerusalem von Abraham B. Jehoshua
  - Die Passion des Personalbeauftragten (Roman), dt. von Ruth Achlama; Piper, München, Zürich 2006. ISBN 3-492-04709-2
- 2007: Be Near Me von Andrew O'Hagan
- 2008: Home von Marilynne Robinson
  - Zuhause, dt. von Uda Strätling. S. Fischer, Frankfurt am Main 2018. ISBN 978-3-10-002458-9
- 2009: A Happy Marriage von Rafael Yglesias
  - Glückliche Ehe (Roman), dt. von Cornelia Holfelder-von der Tann; Klett-Cotta, Stuttgart 2010. ISBN 978-3-608-93707-7
- 2010: A Visit From the Goon Squad von Jennifer Egan
  - Der größere Teil der Welt
- 2011: Luminarium von Alex Shakar
- 2012: Billy Lynn’s Long Halftime Walk von Ben Fountain
  - Die irre Heldentour des Billy Lynn
- 2013: A Tale for the Time Being von Ruth Ozeki
  - Geschichte für einen Augenblick
- 2014: The Blazing World von Siri Hustvedt
  - Die gleißende Welt (Roman), dt. von Uli Aumüller, Rowohlt, Reinbek bei Hamburg 2015. ISBN 978-3-498-03024-7
- 2015: The Story of My Teeth von Valeria Luiselli
  - Die Geschichte meiner Zähne (Roman), dt. von Dagmar Ploetz, Kunstmann, München 2016. ISBN 978-3-95614-092-1
- 2016: Imagine Me Gone von Adam Haslett
  - Stellt euch vor, ich bin fort (Roman), dt. von Dirk van Gunsteren, Rowohlt, Reinbek bei Hamburg 2018. ISBN 978-3-498-03028-5
- 2017: Exit West von Mohsin Hamid
  - Exit West (Roman), dt. von Monika Köpfer, Dumont, Köln 2017. ISBN 978-3-8321-9868-8
- 2018: The Great Believers von Rebecca Makkai
  - Die Optimisten (Roman), dt. von Bettina Abarbanell, Julia Eisele, München 2020. ISBN 978-3-96161-077-8
- 2019: The Topeka School von Ben Lerner
  - Die Topeka-Schule (Roman); dt. von Nikolaus Stingl; Suhrkamp, Berlin 2020; ISBN 978-3-518-42949-5
- 2020: At Night All Blood Is Black von David Diop
  - Nachts ist unser Blut schwarz (Roman); dt. von Andreas Jandl; Aufbau, Berlin 2019. ISBN 978-3-351-03791-8
- 2021: In the Company of Men von Véronique Tadjo
- 2022: Solenoid von Mircea Cartarescu
  - Solenoid (Roman); dt. von Ernest Wichner; Paul Zsolnay, Wien 2019. ISBN 978-3-552-05948-1
- 2023: Same Bed Different Dreams von Ed Park

### Erstlingswerk
- 1991: Pangs of Love von David Wong Louie
- 1992: High Cotton von Darryl Pinckney
- 1993: Love <Enter> von Paul Kafka
- 1994: The Year of the Frog von Martin M. Šimecka
- 1995: American Studies von Mark Merlis
  - Diese lang vergessene Sehnsucht, dt. von Elfi Jäger; Droemer Knaur, München 1996. ISBN 3-426-60436-1
- 1996: The Smell of Apples von Mark Behr
  - Krokodile weinen nicht, dt. von Ulrike Beck und Marie Rahn; Ullstein, Berlin 1997. ISBN 3-548-24196-4
- 1997: Don't Erase Me: Stories von Carolyn Ferrell
- 1998: Kalimantaan von Christina Godshalk
  - Kalimantaan, dt. von Astrid Arz und Hans M. Herzog; Krüger, Frankfurt am Main 1999. ISBN 3-8105-0869-1
- 1999: Amy and Isabelle von Elizabeth Strout
  - Amy & Isabelle, dt. von Margarete Längsfeld, Piper, München, Zürich 2000. ISBN 3-492-04200-7
- 2000: The Romantics von Pankaj Mishra
  - Benares oder eine Erziehung des Herzens, dt. von Barbara Schaden; Blessing, München 2001. ISBN 3-89667-133-2
  - auch als: Die Romantischen, gleiche Übersetzung; Suhrkamp, Frankfurt am Main 2008. ISBN 3-518-45934-1
- 2001: The Dark Room von Rachel Seiffert
  - Die dunkle Kammer, dt. von Olaf Matthias Roth; Ullstein, Berlin 2001. ISBN 3-89834-024-4
- 2002: Prague von Arthur Phillips
  - Prag, dt. von Sigrid Ruschmeier; Schöffling, Frankfurt am Main 2003. ISBN 3-89561-148-4
- 2003: The Curious Incident of the Dog in the Night-Time von Mark Haddon
  - Supergute Tage oder Die sonderbare Welt des Christopher Boone
- 2004: Harbor von Lorraine Adams
- 2005: Beasts of No Nation von Uzodinma Iweala
  - Du sollst Bestie sein!, dt. von Marcus Ingendaay; Ammann, Zürich 2008. ISBN 3-250-60119-5
- 2006: White Ghost Girls von Alice Greenway
  - Weisse Geister, dt. von Uwe-Michael Gutzschhahn; Marebuch, Hamburg 2009. ISBN 978-3-86648-101-5
- 2007: The Beautiful Things That Heaven Bears von Dinaw Mengestu
  - Zum Wiedersehen der Sterne, dt. von Volker Oldenburg; Claassen, Berlin 2009. ISBN 978-3-546-00439-8
- 2008: Finding Nouf von Zoe Ferraris
  - Die letzte Sure, dt. von Matthias Müller; Pendo, München 2007. ISBN 3-86612-129-6
- 2009: American Rust von Philipp Meyer
  - Rost, dt. von Frank Heibert; Klett-Cotta, Stuttgart 2010. ISBN 978-3-608-93893-7
- 2010: The House of Tomorrow von Peter Bognanni
- 2011: Shards von Ismet Prcic
  - Scherben, dt. von Conny Lösch; Suhrkamp, Berlin 2013. ISBN 978-3-518-42366-0
- 2012: Seating Arrangements von Maggie Shipstead
  - Leichte Turbulenzen bei erhöhter Strömungsgeschwindigkeit, dt. von Karen Nölle; dtv, München 2013. ISBN 978-3-423-24967-6
- 2013: We Need New Names von NoViolet Bulawayo
  - Wir brauchen neue Namen, dt. von Miriam Mandelkow; Suhrkamp, Berlin 2014. ISBN 978-3-518-42451-3
- 2014: Faces in the Crowd von Valeria Luiselli
  - Die Schwerelosen, dt. von Dagmar Ploetz, Verlag Antje Kunstmann, München 2013. ISBN 978-3-88897-819-7
- 2015: The Fishermen von Chigozie Obioma
  - Der dunkle Fluss, dt. von Nicolai von Schweder-Schreiner; Aufbau, Berlin 2015. ISBN 978-3-351-03592-1
- 2016: The Nix von Nathan Hill
  - Geister, dt. von Werner Löcher-Lawrence und Katrin Behringer; Piper, München 2016. ISBN 978-3-492-05737-0
- 2017: Sour Heart von Jenny Zhang
- 2018: Heads of the Colored People von Nafissa Thompson-Spires
- 2019: The Old Drift: A Novel von Namwali Serpell
- 2020: The Secret Lives of Church Ladies von Deesha Philyaw
- 2021: Brood: A Novel von Jackie Polzin
- 2022: The Return of Faraz Ali von Aamina Ahmad
- 2023: Company: Stories von Shannon Sanders

### Geschichte
- 1980: Walter Lippmann and the American Century von Ronald Steel
- 1981: Land of Savagery/Land of Promise von Ray Allen Billington
- 1982: The Gate of Heavenly Peace: The Chinese and Their Revolution, 1895–1980 von Jonathan D. Spence
  - Das Tor des Himmlischen Friedens: die Chinesen und ihre Revolution 1895–1980, dt. von Ulrike Unschuld; Beck, München 1985. ISBN 3-406-30536-9
- 1983: The Wheels of Commerce von Fernand Braudel
  - Sozialgeschichte des 15.–18. Jahrhunderts. Bd. 2: Der Handel, dt. von Siglinde Summerer u. Gerda Kurz; Kindler, München 1986. ISBN 3-463-40026-X
- 1984: The Great Cat Massacre and Other Episodes in French Cultural History von Robert Darnton
  - Das grosse Katzenmassaker: Streifzüge durch die französische Kultur vor der Revolution, dt. von Jörg Trobitius; Hanser, München, Wien 1989. ISBN 3-446-14158-8
- 1985: Son of the Morning Star: Custer and the Little Bighorn von Evan S. Connell
- 1986: The First Socialist Society: A History of the Soviet Union from Within von Geoffrey Hosking
- 1987: nicht verliehen
- 1988: Reconstruction: America's Unfinished Revolution, 1863–1877 von Eric Foner
- 1989: An Empire of Their Own: How the Jews Invented Hollywood von Neal Gabler
  - Ein eigenes Reich: wie jüdische Emigranten Hollywood erfanden, dt. von Klaus Binder und Bernd Leineweber; Berlin-Verlag, Berlin 2004. ISBN 3-8270-0353-9
- 1990: The Quest for El Cid von Richard A. Fletcher
  - El Cid: Leben und Legende des spanischen Nationalhelden; eine Biographie, dt. von Martin Pfeiffer; Beltz, Weinheim, Berlin 1999. ISBN 3-88679-312-5
- 1991: The Promised Land: The Great Black Migration and How It Changed America von Nicholas Lemann
- 1992: Benevolence and Betrayal: Five Italian Jewish Families under Fascism von Alexander Stille
- 1993: New Worlds, Ancient Texts: The Power of Tradition and the Shock of Discovery von Anthony Grafton
- 1994: Gay New York: Gender, Urban Culture, and the Making of the Gay Male World, 1890–1940 von George Chauncey
- 1995: Fables of Abundance: A Cultural History of Advertising in America by Jackson Lears
- 1996: Black Sea von Neal Ascherson
- 1997: A People's Tragedy: A History of the Russian Revolution von Orlando Figes
  - Die Tragödie eines Volkes: die Epoche der russischen Revolution 1891 bis 1924, dt. von Barbara Conrad unter Mitarbeit von Brigitte Flickinger und Vera Stutz-Bischitzky; Berlin-Verlag, Berlin 1998. ISBN 3-8270-0243-5
- 1998: The Greatest Benefit to Mankind: A Medical History of Humanity von Roy Porter
  - Die Kunst des Heilens: eine medizinische Geschichte der Menschheit von der Antike bis heute, dt. von Jorunn Wissmann; Spektrum, Heidelberg, Berlin 2000. ISBN 3-8274-0472-X
- 1999: Embracing Defeat: Japan in the Wake of World War II von John W. Dower
- 2000: The Collaborator: The Trial and Execution of Robert Brasillach von Alice Kaplan
- 2001: Before the Storm: Barry Goldwater and the Unmaking of the American Consensus von Rick Perlstein
- 2002: Six Days of War: June 1967 and the Making of the Modern Middle East von Michael B. Oren
- 2003: An Imperfect God: George Washington, His Slaves, and the Creation of America von Henry Wiencek
- 2004: Perilous Times: Free Speech in Wartime from the Sedition Act of 1798 to the War on Terrorism von Geoffrey R. Stone
- 2005: Bury the Chains: Prophets and Rebels in the Fight to Free an Empire's Slaves von Adam Hochschild
  - Sprengt die Ketten: der entscheidende Kampf um die Abschaffung der Sklaverei, dt. von Ute Spengler; Klett-Cotta, Stuttgart 2007. ISBN 3-608-94123-1
- 2006: The Looming Tower: Al-Qaeda and the Road to 9/11 von Lawrence Wright
  - Der Tod wird euch finden: Al-Qaida und der Weg zum 11. September, dt. von Stefan Gebauer und Hans Freundl; DVA, München 2007. ISBN 3-421-04303-5
- 2007: Legacy of Ashes: The History of the CIA von Tim Weiner
  - CIA: Die ganze Geschichte, dt. von Elke Enderwitz; S. Fischer, Frankfurt am Main 2008. ISBN 3-10-091070-2
- 2008: Hitler’s Empire: How the Nazis Ruled Europe von Mark Mazower
  - Hitlers Imperium: Europa unter der Herrschaft des Nationalsozialismus, dt. von Martin Richter; Beck, München 2009. ISBN 978-3-406-59271-3
- 2009: Golden Dreams: California in an Age of Abundance 1950–1963 von Kevin Starr
- 2010: The Killing of Crazy Horse von Thomas Powers
- 2011: Railroaded: The Transcontinentals and the Making of Modern America von Richard White
- 2012: America’s Great Debate: Henry Clay, Stephen A. Douglas, and the Compromise That Preserved the Union von Fergus M. Bordewich
- 2013: The Sleepwalkers: How Europe Went to War in 1914 von Christopher Clark
  - Die Schlafwandler: Wie Europa in den Ersten Weltkrieg zog, dt. von Norbert Juraschitz, Deutsche Verlagsanstalt, München 2013. ISBN 978-3-421-04359-7
- 2014: The Deluge: The Great War, America and the Remaking of the Global Order, 1916–1931 von Adam Tooze
  - Sintflut: Die Neuordnung der Welt 1916–1931, dt. von Norbert Juraschitz und Thomas Pfeiffer, Siedler Verlag, München 2015. ISBN 978-3-88680-928-8
- 2015: Killing a King: The Assassination of Yitzhak Rabin and the Remaking of Israel von Dan Ephron
- 2016: An American Genocide: The United States and the California Indian Catastrophe, 1846–1873 von Benjamin Madley
- 2017: The Death and Life of the Great Lakes von Dan Egan
- 2018: Travelers In The Third Reich: The Rise of Fascism 1919–1945 von Julia Boyd
- 2019: They Were Her Property: White Women as Slave Owners in the American South von Stephanie E. Jones-Rogers
- 2020: Vanguard: How Black Women Broke Barriers, Won the Vote, and Insisted on Equality for All von Martha S. Jones
- 2021: Cuba: An American History von Ada Ferrer
- 2022: By Hands Now Known: Jim Crow's Legal Executioners von Margaret A. Burnham
- 2023: Shadows at Noon: The South Asian Twentieth Century von Joya Chatterji

### Mystery/Thriller
- 2000: A Place of Execution von Val McDermid
  - Ein Ort für die Ewigkeit; dt. von Doris Styron; Droemer Knaur, München 2001. ISBN 3-426-61911-3
- 2001: Silent Joe von T. Jefferson Parker
  - Der stille Mann; dt. von Klaus-Dieter Schmidt; Ullstein, München 2002. ISBN 3-548-25410-1
- 2002: Hell to Pay von George P. Pelecanos
  - Wut im Bauch; dt. von Bettina Zeller; Rotbuch, Hamburg 2004. ISBN 3-434-54055-5
- 2003: Soul Circus von George P. Pelecanos
- 2004: Tijuana Straits von Kem Nunn
- 2005: Legends: A Novel of Dissimulation von Robert Littell
  - Die kalte Legende; dt. von Ulrike Wasel und Klaus Timmermann; Scherz, Frankfurt am Main 2006. ISBN 3-502-10033-0
- 2006: Echo Park von Michael Connelly
  - Echo-Park; dt. von Sepp Leeb; Heyne, München 2008. ISBN 978-3-453-26560-8
- 2007: The Indian Bride von Karin Fossum
  - Stumme Schreie; dt. von Gabriele Haefs; Piper, München, Zürich 2001. ISBN 3-492-04362-3
- 2008: Envy the Night von Michael Koryta
  - Blutige Schuld; dt. von Thomas Bertram; Knaur, München 2010. ISBN 978-3-426-50442-0
- 2009: The Ghosts of Belfast von Stuart Neville
  - Die Schatten von Belfast; dt. von Armin Gontermann; Rütten&Loening, Berlin 2011. ISBN 978-3-352-00797-2
- 2010: Crooked Letter, Crooked Letter von Tom Franklin
  - Krumme Type, krumme Type; dt. von Nikolaus Stingl; Pulp Master, Berlin 2018. ISBN 978-3-927734-99-9
- 2011: 11/22/63 von Stephen King
  - Der Anschlag
- 2012: Broken Harbor von Tana French
  - Schattenstill; dt. von Ulrike Wasel und Klaus Timmermann; Scherz, Frankfurt am Main 2012. ISBN 978-3-502-10223-6
- 2013: The Cuckoo’s Calling von J. K. Rowling (unter dem Pseudonym Robert Galbraith)
  - Der Ruf des Kuckucks; dt. von Wulf Bergner, Christoph Göhler und Kristof Kurz; Blanvalet, München 2013. ISBN 978-3-7645-0510-3
- 2014: Dry Bones in the Valley von Tom Bouman
  - Auf der Jagd; dt. von Gottfried Röckelein; Ars Vivendi, Cadolzburg, ISBN 978-3-86913-722-3
- 2015: The Cartel von Don Winslow.
  - Das Kartell; dt. von Chris Hirte; Droemer, München 2015. ISBN 978-3-426-30429-7
- 2016: Dodgers von Bill Beverly
  - Dodgers; dt. von Hans M. Herzog; Diogenes; Zürich 2018. ISBN 978-3-257-07037-8
- 2017: A Book of American Martyrs von Joyce Carol Oates
- 2018: My Sister, the Serial Killer von Oyinkan Braithwaite
  - Meine Schwester, die Serienmörderin; dt. von Yasemin Dinçer; Blumenbar, Berlin 2020. ISBN 978-3-351-05074-0
- 2019: Your House Will Pay von Steph Cha
  - Brandsätze; dt. von Karen Witthuhn; Ars Vivendi; Cadolzburg 2020. ISBN 978-3-7472-0115-2
- 2020: Blacktop Wasteland von S.A. Cosby
  - Blacktop Wasteland; dt. von Jürgen Bürger; Ars Vivendi; Cadolzburg 2021. ISBN 978-3-7472-0220-3
- 2021: The Turnout von Megan Abbott
  - Aus der Balance; dt. von Karen Gerwig und Angelika Müller; Pulp Master, Berlin 2023. ISBN 978-3-946582-16-8
- 2022: Secret Identity von Alex Segura
- 2023: Sing Her Down von Ivy Pochoda
  - Sing mir vom Tod; dt. von Stefan Lux; Suhrkamp, Berlin 2025. ISBN 978-3-518-47462-4

### Wissenschaft und Technik
- 1989: Peacemaking among Primates von Frans de Waal
  - Wilde Diplomaten. Versöhnung und Entspannungspolitik bei Affen und Menschen, dt. von Ellen Vogel; Hanser, München, Wien 1991. ISBN 3-446-16003-5
- 1990: Patenting the Sun: Polio and the Salk Vaccine von Jane S. Smith
- 1991: The Truth about Chernobyl von Grigori Medvedev
- 1992: The Third Chimpanzee: The Evolution and Future of the Human Animal von Jared Diamond
  - Der dritte Schimpanse
- 1993: Fuzzy Logic: The Discovery of a Revolutionary Computer Technology -- and How It Is Changing Our World von Daniel McNeill und Paul Freiberger
  - Fuzzy logic. Die „unscharfe“ Logik erobert die Technik, dt. von Robert Jaroslawski; Dromer Knaur, München 1994. ISBN 3-426-26583-4
- 1994: The Beak of the Finch: A Story of Evolution in Our Time von Jonathan Weiner
  - Der Schnabel des Finken oder der kurze Atem der Evolution, dt. von Matthias Reiss; München: Droemer Knaur 1994. ISBN 978-3-426-26536-9)
- 1995: Naturalist von Edward O. Wilson
  - Des Lebens ganze Fülle. Eine Liebeserklärung an die Wunder der Natur, dt. von Thorsten Schmid; Claassen, München 1999, ISBN 3-546-00159-1)
- 1996: The Demon-Haunted World: Science as a Candle in the Dark von Carl Sagan
  - Der Drache in meiner Garage oder die Kunst der Wissenschaft, Unsinn zu entlarven, dt. von Michael Schmidt; Droemer Knaur, München 1997. ISBN 3-426-26912-0
- 1997: How the Mind Works von Steven Pinker
  - Wie das Denken im Kopf entsteht, dt. von Martina Wiese und Sebastian Vogel; Kindler, München 2002, ISBN 3-463-40341-2
- 1998: Blood: An Epic History of Medicine and Commerce von Douglas Starr
  - Blut – Stoff für Leben und Kommerz, dt. von Inge Leipold; Gerling, München 1999. ISBN 3-932425-12-X
- 1999: Galileo's Daughter: A Historical Memoir of Science, Faith, and Love von Dava Sobel
  - Galileos Tochter. Eine Geschichte von der Wissenschaft, den Sternen und der Liebe, dt. von Barbara Schaden; Berliner Taschenbuch-Verlag, Berlin 2008. ISBN 3-8333-0517-7
- 2000: The Rise and Fall of Modern Medicine von James Le Fanu, M.D.
- 2001: The Invention of Clouds: How an Amateur Meteorologist Forged the Language of the Skies von Richard Hamblyn
  - Die Erfindung der Wolken. Wie ein unbekannter Meteorologe die Sprache des Himmels erforschte, dt. von Ilse Strasmann; Insel, Frankfurt am Main, Leipzig 2001. ISBN 3-458-17084-7
- 2002: Rosalind Franklin: The Dark Lady of DNA von Brenda Maddox
  - Rosalind Franklin. Die Entdeckung der DNA oder der Kampf einer Frau um wissenschaftliche Anerkennung, dt. von Conny Lösch; Campus, Frankfurt am Main 2003. ISBN 3-593-37192-8
- 2003: Protecting America’s Health: The FDA, Business, and One Hundred Years of Regulation von Philip J. Hilts
- 2004: The Whale and the Supercomputer: On the Northern Front of Climate Change von Charles Wohlforth
- 2005: Before the Fallout: From Marie Curie to Hiroshima von Diana Preston
- 2006: In Search of Memory: The Emergence of a New Science of Mind von Eric R. Kandel
  - Auf der Suche nach dem Gedächtnis. Die Entstehung einer neuen Wissenschaft des Geistes, dt. von Hainer Kober; Siedler, München 2006. ISBN 3-88680-842-4
- 2007: I Am A Strange Loop von Douglas Hofstadter
  - Ich bin eine seltsame Schleife, dt. von Susanne Held; Klett-Cotta, Stuttgart 2008. ISBN 3-608-94444-3
- 2008: The Black Hole War: My Battle with Stephen Hawking to Make the World Safe for Quantum Mechanics von Leonard Susskind
  - Der Krieg um das Schwarze Loch. Wie ich mit Stephen Hawking um die Rettung der Quantenmechanik rang, dt. von Friedrich Griese; Suhrkamp, Berlin 2010. ISBN 978-3-518-42205-2
- 2009: The Strangest Man: The Hidden Life of Paul Dirac, Mystic of the Atom von Graham Farmelo
- 2010: The Price of Altruism: George Price and the Search for the Origins of Kindness von Oren Harman
- 2011: Grand Pursuit: The Story of Economic Genius von Sylvia Nasar
  - Markt und Moral: Die großen Ökonomen und ihre Ideen, dt. von Yvonne Badal, Bertelsmann; München 2012. ISBN 978-3-570-10026-4
- 2012: Breasts: A Natural and Unnatural History von Florence Williams
  - Der Busen: Meisterwerk der Evolution, dt. von Anne Emmert, Diederichs, München 2013. ISBN 978-3-424-35083-8
- 2013: Countdown: Our Last, Best Hope for a Future on Earth? von Alan Weisman
  - Countdown: Hat die Erde eine Zukunft?, dt von Ursula Pesch und Werner Roller, Piper Verlag, München 2013. ISBN 978-3-492-05431-7
- 2014: The Sixth Extinction: An Unnatural History von Elizabeth Kolbert
  - Das sechste Sterben: Wie der Mensch Naturgeschichte schreibt; dt. von Ulrike Bischoff; Suhrkamp, Berlin 2015. ISBN 978-3-518-42481-0
- 2015: The Invention of Nature: Alexander von Humboldt's New World von Andrea Wulf
  - Alexander von Humboldt und die Erfindung der Natur; dt. von Hainer Kober; C. Bertelsmann, München 2016. ISBN 978-3-570-10206-0
- 2016: Patient H.M.: A Story of Memory, Madness, and Family Secrets von Luke Dittrich
- 2017: Behave: The Biology of Humans at Our Best and Worst von Robert M. Sapolsky
  - Gewalt und Mitgefühl. Die Biologie des menschlichen Verhaltens; dt. von Hainer Kober und Antoinette Gittinger; Hanser, München 2017, ISBN 978-3-446-25672-9.
- 2018: Dopesick: Dealers, Doctors, and the Drug Company that Addicted America von Beth Macy
  - Dopesick: Wie Ärzte und die Pharmaindustrie uns süchtig machen; dt. von Andrea Kunstmann; Heyne, München 2019. ISBN 978-3-453-27227-9
- 2019: Figuring von Maria Popova
- 2020: The Smallest Lights in the Universe: A Memoir von Sara Seager
  - Irgendwo zwischen den Sternen: Eine Astrophysikerin erzählt von den Wundern des Universums; dt. von Charlotte Breuer und Norbert Möllemann; Knaur, München 2022. ISBN 978-3-426-21453-4
- 2021: The Disordered Cosmos: A Journey into Dark Matter, Spacetime, and Dreams Deferred von Chanda Prescod-Weinstein
- 2022: How Far the Light Reaches: A Life in Ten Sea Creatures von Sabrina Imbler
  - So weit das Licht reicht: Die Kreaturen der Tiefsee und was sie mir über das Leben erzählen; dt. von Anja Kauß; C.H.Beck, München 2023. ISBN 978-3-406-80657-5
- 2023: Is Math Real? How Simple Questions Lead Us To Mathematics' Deepest Truths von Eugenia Cheng
  - Das Buch, von dem du dir wünschst, dein Mathe-Lehrer hätte es gelesen; dt. von Jens Hagestedt; C.H.Beck, München 2023. ISBN 978-3-406-82220-9

### Lyrik
- 1980: Kill the Messenger von Robert Kelly
- 1981: Three Pieces von Ntozake Shange
- 1982: Plutonian Ode and Other Poems, 1977–1980 von Allen Ginsberg
- 1983: The Changing Light at Sandover von James Merrill
- 1984: The Maximus Poems von Charles Olson
- 1985: Cross Ties von X.J. Kennedy
- 1986: Collected Poems, 1948–1984 von Derek Walcott
- 1987: Partial Accounts: New and Selected Poems von William Meredith
- 1988: New and Collected Poems von Richard Wilbur
- 1989: The One Day: A Poem in Three Parts von Donald Hall
- 1990: The Color of Mesabi Bones von John Caddy
- 1991: What Work Is von Phillip Levine
- 1992: An Atlas of the Difficult World: Poems 1988–1991 von Adrienne Rich
- 1993: My Alexandria von Mark Doty
- 1994: The Angel of History von Carolyn Forché
- 1995: The Inferno of Dante von Robert Pinsky
- 1996: Mixed Company von Alan Shapiro
- 1997: Black Zodiac von Charles Wright
- 1998: Mysteries of Small Houses von Alice Notley
- 1999: Repair: Poems von C.K. Williams
- 2000: The Throne of Labdacus von Gjertrud Schnackenberg
- 2001: The Beauty of the Husband: A Fictional Essay in 29 Tangos von Anne Carson
- 2002: The Watercourse: Poems von Cynthia Zarin
- 2003: Collected Later Poems von Anthony Hecht
- 2004: Inner Voices: Selected Poems, 1963–2003 von Richard Howard
- 2005: Refusing Heaven: Poems von Jack Gilbert
- 2006: Ooga-Booga von Frederick Seidel
- 2007: Old Heart: Poems von Stanley Plumly
- 2008: Watching the Spring Festival: Poems von Frank Bidart
- 2009: Practical Water von Brenda Hillman
- 2010: Where I Live: New & Selected Poems 1990–2010 von Maxine Kumin
- 2011: Double Shadow von Carl Phillips
- 2012: Poems 1962–2012 von Louise Glück
- 2013: Collected Poems von Ron Padgett
- 2014: Citizen: An American Lyric von Claudia Rankine
- 2015: From the World: Poems 1976–2014 von Jorie Graham
- 2016: Gap Gardening: Selected Poems von Rosmarie Waldrop
- 2017: Incendiary Art: Poems von Patricia Smith
- 2018: Wild is the Wind: Poems von Carl Phillips
- 2019: Deaf Republic: Poems von Ilya Kaminsky
- 2020: Obit von Victoria Chang
- 2021: frank: sonnets von Diane Seuss
- 2022: Nomenclature: New and Collected Poems von Dionne Brand
- 2ß23: Bread and Circus von Airea D. Matthews

### Jugendbuch
- 1998: Rules of the Road von Joan Bauer
  - Unterwegs mit Mrs. Gladstone, dt. von Marion Schweizer; Bertelsmann, München 2000. ISBN 3-570-12442-8
- 1999: Frenchtown Summer von Robert Cormier
  - Ein Sommer in Frenchtown, dt. von Cornelia Krutz-Arnold; Bertelsmann, München 2003. ISBN 3-570-12723-0
- 2000: Miracle's Boys von Jacqueline Woodson
- 2001: The Land von Mildred D. Taylor
  - Mein Traum vom eigenen Land, dt. von Heike Brandt; Beltz und Gelberg, Weinheim, Basel 2005. ISBN 3-407-80960-3
- 2002: Feed von M.T. Anderson
- 2003: A Northern Light von Jennifer Donnelly
  - Das Licht des Nordens, dt. von Angelika Felenda; Piper, München, Zürich 2005. ISBN 3-492-27102-2
- 2004: Doing It von Melvin Burgess
  - Doing it, dt. von Andreas Steinhöfel; Carlsen, Hamburg 2004. ISBN 3-551-58131-2
- 2005: You & You & You von Per Nilsson
  - Du & du & du, dt. von Birgitta Kicherer; DTV München 2003. ISBN 3-423-20651-9
- 2006: Tyrell von Coe Booth
- 2007: A Darkling Plain von Philip Reeve
- 2008: Nation von Terry Pratchett
  - Eine Insel, dt. von Peder Brehnkmann, Manhattan, München 2009. ISBN 978-3-442-54655-8
- 2009: Marching for Freedom: Walk Together Children and Don’t You Grow Weary von Elizabeth Partridge
- 2010: A Conspiracy of Kings von Megan Whalen Turner
  - Die Legenden von Attolia 4: Die Verschwörer, dt. von Maike Claußnitzer, Blanvalet, München 2012. ISBN 978-3-442-26879-5
- 2011: The Big Crunch von Pete Hautman
- 2012: Ask the Passengers von A. S. King
- 2013: Boxers & Saints von Gene Luen Yang
- 2014: The Family Romanov: Murder, Rebellion, and the Fall of Imperial Russia von Candace Fleming
- 2015: My Seneca Village von Marilyn Nelson
- 2016: The Lie Tree von Frances Hardinge
- 2017: Long Way Down von Jason Reynolds
- 2018: The Poet X von Elizabeth Acevedo
- 2019: When the Ground Is Hard von Malla Nunn
- 2020: Punching the Air von Ibi Zoboi und Yusef Salaam
- 2021: A Sitting in St. James von Rita Williams-Garcia
- 2022: Torch von Lyn Miller-Lachmann
- 2023: Gone Wolf von Amber McBride

### Graphic Novel
- 2009: Asterios Polyp von David Mazzucchelli
  - Asterios Polyp, dt. von Thomas Pletzinger, Eichborn Verlag, Frankfurt am Main 2001. ISBN 978-3-8218-6130-2
- 2010: Duncan the Wonder Dog: Show One von Adam Hines
- 2011: Finder: Voice von Carla Speed McNeil
- 2012: Everything Together: Collected Stories von Sammy Harkham
- 2013: Today is the Last Day of the Rest of Your Life von Ulli Lust
  - Heute ist der letzte Tag vom Rest deines Lebens, Avant Verlag, Berlin 2009. ISBN 978-3-939080-36-7
- 2014: The Love Bunglers von Jaime Hernandez
- 2015: Arab of the Future: A Childhood in the Middle East, 1978–1984: A Graphic Memoir von Riad Sattouf
  - Der Araber von morgen: Eine Kindheit im Nahen Osten (1978–1984), dt. von Andreas Platthaus, Knaus, München 2015. ISBN 978-3-8135-0666-2
- 2016: Beverly von Nick Drnaso
- 2017: Present von Leslie Stein
- 2018: On a Sunbeam von Tillie Walden
- 2019: The Hard Tomorrow von Eleanor Davis
- 2020: Apsara Engine by Bishakh Som
- 2021: No One Else von R. Kikuo Johnson
- 2022: Wash Day Diaries von Jamila Rowser und Robyn Smith
- 2023: A Guest in the House von Emily Carroll

### Christopher Isherwood Prize für Autobiographie
- 2016: They Can’t Kill Us All: Ferguson, Baltimore, and a New Era in America’s Racial Justice Movement von Wesley Lowery
- 2017: The Hue and Cry at Our House: A Year Remembered von Benjamin Taylor
- 2018: Heavy: An American Memoir von Kiese Laymon
- 2019: Black Is the Body: Stories from My Grandmother’s Time, My Mother’s Time, and Mine von Emily Bernard
- 2020: Mayflies von Andrew O’Hagan
- 2021: Real Estate: A Living Autobiography von Deborah Levy
  - Ein eigenes Haus, dt. von Barbara Schaden; Hoffmann und Campe, Hamburg 2021. ISBN 978-3-455-00603-2
- 2022: Solito: A Memoir von Javier Zamora
  - Solito: Eine wahre Geschichte, dt. von Ulrike Wasel und Klaus Timmermann; Kiepenheuer & Witsch, Köln 2024. ISBN 978-3-462-00292-8
- 2023: Monsters - A Fan´s Dilemma von Claire Dederer
  - Genie oder Monster; dt. von Violeta Topalova; Piper, München 2024. ISBN 978-3-492-07227-4

### Ray Bradbury Prize für Science Fiction, Fantasy und Spekulative Fiktion
- 2019: Black Leopard, Red Wolf von Marlon James
  - Schwarzer Leopard, roter Wolf, dt. von Stephan Kleiner; Heyne, München 2019. ISBN 978-3-453-27222-4
- 2020: The Only Good Indians von Stephen Graham Jones
- 2021: Spirits Abroad: Stories von Zen Cho
- 2022: Spear von Nicola Griffith
- 2023: The Reformatory von Tananarive Due

### Innovator’s Award
- 2009: Dave Eggers
- 2010: Powell’s Books (Buchhandlung in Portland/Oregon)
- 2011: Figment (Online-Verlag)
- 2012: Margaret Atwood
- 2013: John Green
- 2014: LeVar Burton
- 2015: James Patterson
- 2016: Ruebén Martinez
- 2017: Glory Edim
- 2018: Library of America
- 2019: Keren Taylor
- 2020: The Book Industry Charitable Organization (Binc)
- 2021: Reginald Dwayne Betts
- 2022: Freedom to Read Foundation
- 2023: nicht vergeben

### Robert Kirsch Award
- 1980: Wallace Stegner
- 1981: Wright Morris
- 1982: Ross Macdonald
- 1983: M.F.K. Fisher
- 1984: Christopher Isherwood
- 1985: Janet Lewis
- 1986: Kay Boyle
- 1987: Paul Horgan
- 1988: Thom Gunn
- 1989: Karl Shapiro
- 1990: Czeslaw Milosz
- 1991: Ken Kesey
- 1992: Diane Johnson
- 1993: Carolyn See
- 1994: Brian Moore
- 1995: Stephen J. Pyne
- 1996: Gary Snyder
- 1997: Ray Bradbury
- 1998: John Sanford
- 1999: Ursula K. Le Guin
- 2000: Lawrence Ferlinghetti
- 2001: Tillie Olsen
- 2002: Larry McMurtry
- 2003: Ishmael Reed
- 2004: Tony Hillerman
- 2005: Joan Didion
- 2006: William Kittredge
- 2007: Maxine Hong Kingston
- 2008: Robert Alter
- 2009: Evan S. Connell
- 2010: Beverly Cleary
- 2011: Rudolfo Anaya
- 2012: Kevin Starr
- 2013: Susan Straight
- 2014: T. C. Boyle
- 2015: Juan Felipe Herrera
- 2016: Thomas McGuane
- 2017: John Rechy
- 2018: Terry Tempest Williams
- 2019: Walter Mosley
- 2020: Leslie Marmon Silko
- 2021: Luis J. Rodriguez
- 2022: James Ellroy
- 2023: Jane Smiley